# Le Mat-pokalen

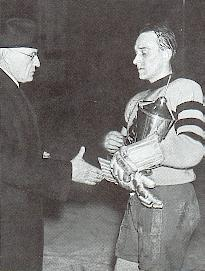
AIK:s Axel Nilsson erhåller Le Mat-pokalen efter lagets seger 1938.

Le Mat-pokalen, ingraverad som Svenska Ishockey-Pokalen, är segertrofén för svenska mästerskapet i ishockey. Pokalen är ett vandringspris som förvaras hos de regerande mästarna till dess nya segrare korats. Le Mat-pokalen erövras genom vinst i SM-slutspelet.

## Historik
Priset instiftades av ishockeyns grundare i Sverige, Raoul Le Mat. Efter fyra svenska mästerskap utan pokal lät Le Mat 1926, med stöd av filmbolaget Metro-Goldwyn-Mayer, ta fram en silverbägare som pokal till SM-segrarna. Bägaren är tillverkad av CG Hallbergs AB i Stockholm 1923, den var en högst alldaglig pjäs men kompletterades 1926 med ett lock med förgyllda korsade ishockeyklubbor, även locket är tillverkat av CG Hallbergs. Sockeln tillkom år 2000, först i materialet MDF men sedan 2019 i massiv ek. Locket har inte varit fastlött men sedan sockeln tillkom sitter det numera fast så att det inte lossnar. Den första vinnaren av Le Mat-pokalen blev Djurgårdens IF, efter vinst i SM-slutspelet 1926. Pokalen har under årens lopp flera gånger restaurerats, senast 2019 av silversmeden Leif-Åke Andersson i Klippan. All gravyr restaurerades år 2020 av handgravörmästaren Joacim Jansson i Hjo. Gravyrplåtarna på sockeln, som tillkom år 2000, togs då även bort och gravyren flyttades upp på pokalen. Alla SM-vinnare finns därför nu graverade på själva pokalen.
2020 tillverkades en replika av pokalen som används jämte originalet vid firande av SM-guldet.

## Stölden
Enligt en skröna stals originalet i början av 1950-talet, oklart när, men uppskattningsvis 1950 i samband med att Djurgårdens IF tog sitt andra SM-guld. Affären har förmodligen tystats ner. Dock vet man nu, genom de silverstämplar som finns i botten av pokalen, att den pokal som delas ut är originalet och inte den kopia som skrönan påstår skulle vara tillverkad av juvelerare Markström i Uppsala.[källa behövs]

## Fakta
Le Mat-pokalen är en silverpokal, 52 centimeter hög, 21 centimeter i diameter i toppen med en sockel i massiv ek. Vikten på silverbägaren är 800 gram och sockeln väger 2 540 gram, totalvikten är därmed 3 340 gram.[källa behövs]